# Hypsiboas picturatus
Hypsiboas picturatus es una especie de anfibios de la familia Hylidae.
Habita entre el sudoeste de Colombia y el noroeste de Ecuador, entre 50 y 500 m de altitud.
Sus hábitats naturales incluyen bosques tropicales o subtropicales secos y a baja altitud y ríos. Está amenazada por la destrucción de su hábitat natural.